# Сухита
Сухита или Сохита — царствующая королева Маджапахита, шестой по счёту монарх этого средневекового индонезийского государства. Правила с 1429 по 1447 год. Дочь Викрамавардханы:242, ее предшественника, от наложницы, дочери Wirabhumi, который был убит во время гражданской войны Парегрег. Ей наследовал ее брат Кертавиджая .
С её правлением связана «Легенда о Дамарвулане», в которой участвует девушка-королева (Прабу Кения в истории). Во время правления Сухиты, как и в легенде, произошла война с Бламбанганом.
Известная монументальная скульптура, найденная в округе Тулунгагунг провинции Восточная Ява, была определена некоторыми авторами как Сухита. Она одета в королевскую одежду, включая подвески для ушей, ожерелья, браслеты, ножные браслеты и подвески на нескольких поясах. В правой руке она держит бутон лотоса, который символизирует преображение умершего представителя королевской семьи.

## Примечание
1. ↑  Cœdès, George. The Indianized states of Southeast Asia. — University of Hawaii Press, 1968. — ISBN 9780824803681. Архивная копия от 21 февраля 2017 на Wayback Machine
2. ↑  Claire Holt. Art in Indonesia: Continuities and Change. Ithaca: Cornell UP, 1967, p. 276.
3. ↑  Jan Fontein, R. Soekmono, and Satyawati Suleiman. Ancient Indonesian Art of the Central and Eastern Javanese Periods, New York: Asia Society Inc., 1971, p. 146-147.